# Athéisme juif
L'athéisme juif tire ses racines de la Haskala (XVIIIe et XIXe siècles), l'équivalent de la révolution des Lumières. Il en partage les sentiments antireligieux et anticléricaux. Il fait référence aux Juifs laïcs qui ont choisi d'abandonner le judaïsme et la croyance en Dieu, mais qui n'ont pas rejeté leur identité juive ou leur attachement au peuple juif.
« La Haskalah et le combat pour l'Émancipation conduisirent l'avant-garde des Juifs allemands à rompre à des degrés divers avec la tradition juive et à adopter un mode de vie et de pensée souvent beaucoup plus laïcisé que ne l'avaient anticipé les premiers apôtres de l'Aufklärung juive ».

## Athéisme juif et vie communautaire juive
Les organisations juives athées et laïques constituent une longue tradition[réf. nécessaire], depuis le socialisme juif du Bund dans la Pologne du début du XXe siècle, jusqu'à la récente Société pour le judaïsme humaniste[réf. nécessaire] aux États-Unis. Des athées juifs se reconnaissent dans les dénominations, de réformistes juifs, de conservateurs juifs, ou de reconstructionnistes juifs. Cela présente moins de contradictions que ce qu'il pourrait paraître, puisque certains guides juifs indiquent que la croyance en Dieu n'est pas un prérequis pour se dire Juif.
Cependant, bien que ces quatre branches du judaïsme comptent des athées parmi elles, l'existence de congrégations entières se disant athées n'est pas facile à démontrer, en dehors de la Société pour le judaïsme humaniste. Le mouvement de la Réforme, par exemple, a rejeté les demandes d'affiliations de certains athées, ces derniers ayant demandé que les synagogues fassent moins allusion à Dieu.

## Athéisme juif et théologie juive
La théologie juive, passée et présente, est partiellement compatible avec l'athéisme et l'agnosticisme d'un point de vue ontologique en ce sens que si elle affirme l'existence de Dieu, elle suppose la non accessibilité à sa connaissance et se questionne sur son degré d'intervention dans la sphère humaine. Selon Nicholas de Lange, « bien qu'il ne soit pas entièrement correct de faire un lien entre les laïques juifs contemporains et les anciens Sadducéens qui ne niaient pas l'existence de Dieu mais qui, au contraire, étaient concernés par le fait de le maintenir à distance de tout contact avec le mal, il y a une similitude entre leurs vues en pratique ».
Le fondateur du judaïsme reconstructionniste, Mordechai Kaplan, épousa une vision naturaliste de Dieu, tandis que des théologies post-Shoah ont esquissé la croyance en un dieu personnel, différent de la notion religieuse de Dieu précédemment établie. Le philosophe juif Howard Wettstein a suggéré que les athées juifs pouvaient parfaitement suivre les rituels juifs traditionnels, puisque la pratique juive est centrale et se situe en deçà des croyances de la vie religieuse juive. Harold Schulweis, un rabbin juif conservateur appartenant à la ligne reconstructionniste, a affirmé que la théologie juive devrait arrêter de se focaliser sur la croyance en Dieu et se concentrer sur la notion de piété. Cette « théologie prédicative », bien qu'elle continue à utiliser un langage théiste, permet, par ces modifications d'exigences métaphysiques, de s'accorder avec ce que les non-croyants peuvent trouver d'objectif dans le discours.
Cependant, certains athées juifs restent opposés au langage théiste employé. Ils défendent l'opinion que la pratique traditionnelle et le symbolisme gardent un sens religieux très fort. Par exemple, pour la plupart des athées juifs, la Menorah devrait représenter le pouvoir de l'esprit juif, ou rester uniquement un symbole du combat contre la perte des valeurs juives. Ainsi, aucune mention de force divine dans l'histoire juive ne saurait être acceptée de façon littérale. la Torah est alors perçue comme une mythologie commune au peuple juif, et non comme un document de foi ou contredisant l'histoire et l'archéologie.

## Athéisme juif et Shoah
La Shoah a eu un impact important sur la relation au divin parmi les Juifs et parmi les penseurs juifs et du Judaïsme. Shmuel Trigano estime ainsi que « la Shoa[h] a fondé le champ de l'athéisme juif contemporain », rapportant le raisonnement que « si Auschwitz a été possible, c'est que Dieu n'existe pas ».
Le rapport entre la Shoah et le divin est également développé par des philosophes tels que Hans Jonas dans son ouvrage Le Concept de Dieu après Auschwitz où il se questionne sur certaines visions qu'on peut avoir de Dieu après ces événements, dont sa toute-puissance, ou par Elie Wiesel dans sa pièce Le procès de Shamgorod dans lequel une communauté juive met Dieu en procès (et le condamne) pour les avoir abandonnés pendant des persécutions.

## Juifs athées et culture juive laïque
Du fait que le terme « juif » désigne à la fois une appartenance ethnique (« un Juif ») et une profession religieuse (« un juif »), la locution « athéisme juif » ne présente pas a priori de contradiction dans les termes.
En effet, d'après les lois juives d'affiliation matrilinéaire, les autorités juives orthodoxes reconnaissent comme Juifs tous ceux dont la mère est juive, quels que soient par ailleurs leurs sentiments à l'égard de la religion israélite et même si, par exemple, ils se sont convertis au christianisme.
Les Juifs athées rejettent le discours demandant de se soumettre à l'identification symbolique et ritualisée juive, en appellent à la laïcité, et basent leur dénomination « juif » essentiellement sur l'ethnie et la culture séculaire juive. Les possibilités pour une culture juive séculaire incluent une identification à l'histoire juive et à son peuple, une immersion dans la littérature juive (incluant de nombreux auteurs athées tels que Philip Roth et Amos Oz), la consommation de nourriture juive et un attachement aux langues juives telles que le yiddish, l'hébreu ou le ladino. Un grand pourcentage d'Israéliens se définissent comme laïcs, et rejettent la pratique de la religion juive. Enfin, certains descendants de juifs non-croyants ne se définissent plus comme juifs, préférant la seule appellation « athée ».
La culture juive est ainsi un paradigme de l'évolution d'une culture et d'une tradition qu'on peut rejoindre sans foi religieuse[réf. nécessaire].

## Juifs athées célèbres

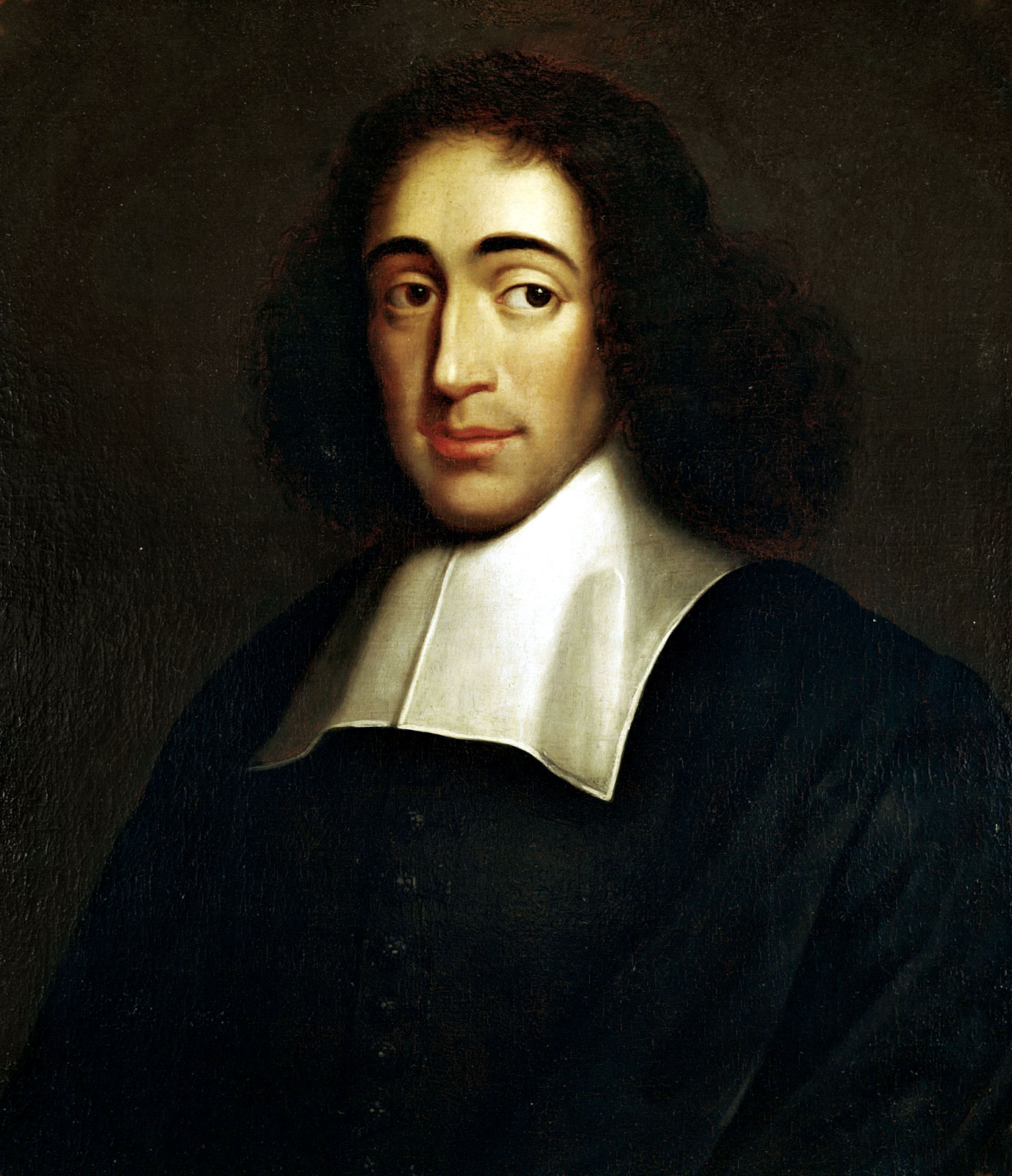
Spinoza.

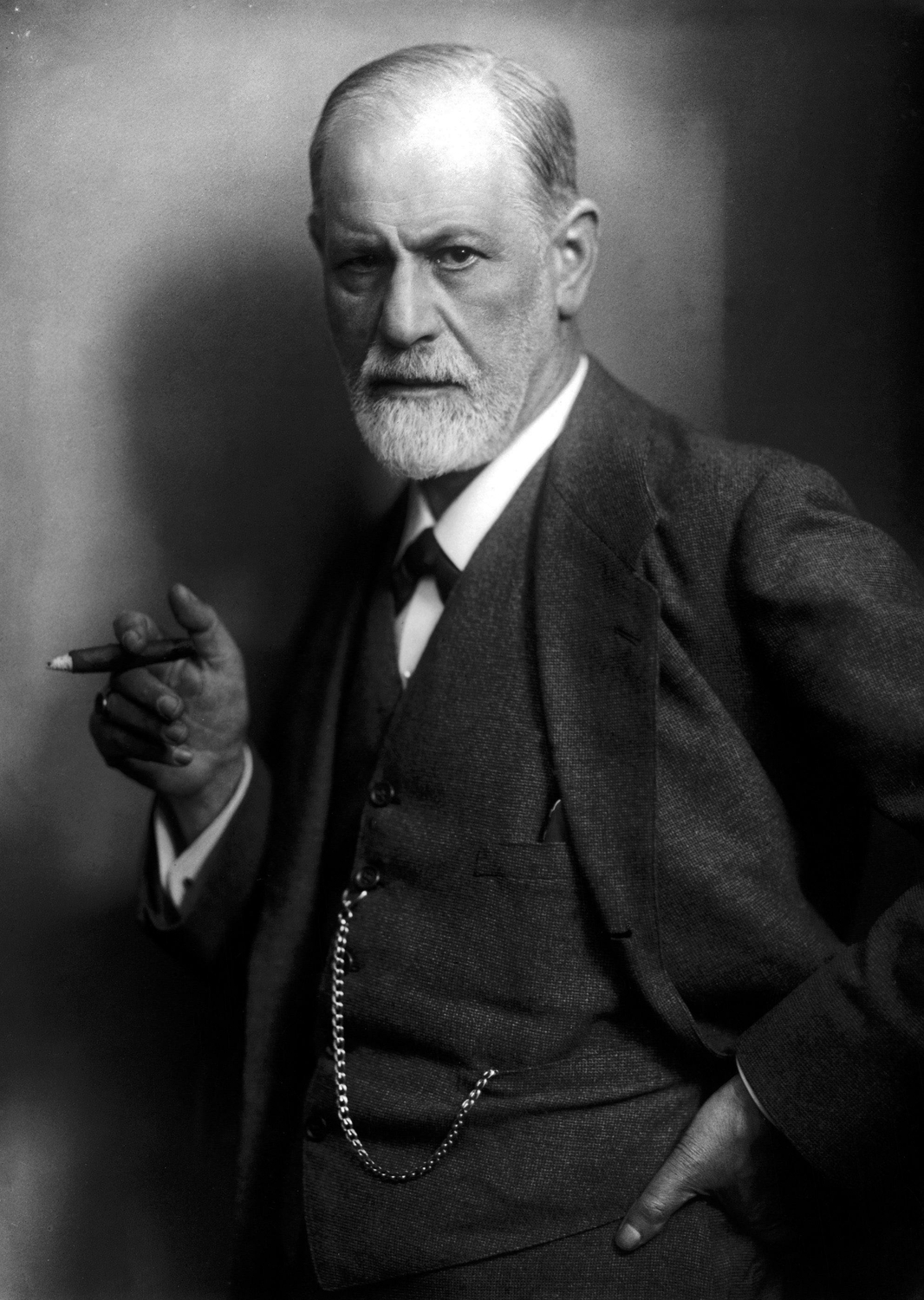
Sigmund Freud.

Un certain nombre de Juifs célèbres à travers l'histoire ont rejeté la croyance en tout principe divin, et peuvent être considérés comme athées. Certains d'entre eux se sont battus contre l'idée de la divinité traditionnelle, tout en continuant à employer le langage religieux, et furent considérés comme hérétiques.
Ainsi, en 1656, le philosophe juif Baruch Spinoza fut excommunié par la synagogue d'Amsterdam après avoir fait part de son panthéisme, notion de Dieu qui, selon certains auteurs, ouvre la voie à l'athéisme moderne.
On peut évoquer les anarchistes, qui sont nombreux comme Samuel Schwartzbard ou Emma Goldman, tous les socialistes comme Moses Hess ou Karl Marx avec sa philosophie matérialiste, en particulier les grands leaders révolutionnaires comme Léon Trotsky ou Grigori Zinoviev, et paradoxalement ceux du sionisme, à commencer par Théodore Herzl, les uns ayant souvent rallié les autres comme Hersh Mendel. Cet athéisme revient souvent, comme chez les révolutionnaires de 1789, à diviniser le peuple ou la nation ; c'est ainsi que la première ministre Golda Meir, disait aux journalistes : « Je crois au peuple juif, et le peuple juif croit en Dieu ».
Sigmund Freud écrivit L'Avenir d'une illusion, dans lequel il écarta les croyances religieuses et où il exposa ses origines et recommandations. Dans le même temps, il demanda à un ami d'élever son fils dans la religion juive, arguant « Si tu ne laisses pas ton fils grandir comme un juif, tu le priveras de repères qui ne peuvent être apportés par rien d'autre. » Ainsi, la religion permettrait de trouver des repères en tant que système de valeurs, et non en tant que croyance en une déité quelconque.
Yosef Hayim Yerushalmi, dans son essai Le Moïse de Freud, Judaïsme terminable et interminable, écrit ce qui lui semble son meilleur résumé de l'attitude de Freud envers le judaïsme et le christianisme avec cette histoire du Upper West Side, « Je ne peux garantir sa « vérité matérielle », mais même Freud, j'en suis sûr, aurait apprécié sa « vérité historique » ».

« West End Avenue. Une famille juive de la bourgeoisie aisée, Progressiste de gauche, le père ne rate jamais une occasion de proclamer bien haut ses convictions athées. Souhaitant le faire bénéficier de la meilleure scolarité possible, lui et son épouse ont inscrit leur fils à Trinité School, une école autrefois religieuse, mais aujourd'hui laïque et ouverte à tous. Quelque temps plus tard, le garçon revient à la maison et dit négligemment : "À propos, papa, tu sais ce que signifie Trinité ? Ça veut dire le Père, le Fils et le Saint Esprit." »

« À ces mots, le père fou de rage, saisit son fils par les épaules et déclare : « Danny, rentre-toi bien cela dans la tête : il n'existe qu'un seul Dieu — et nous n'y croyons pas ! ». »

Plus récemment, on trouve la philosophe Ayn Rand, liée au mouvement libertarien, mais aussi les leaders du mouvement de Mai 1968, aux États-Unis Jerry Rubin, en France Daniel Cohn-Bendit, au Royaume-Uni, le leader du Parti travailliste aux élections de 2015, Ed Miliband.
Le philosophe français juif Jacques Derrida, penseur de la déconstruction, écrivit : « Je me considère comme athée ».
Enfin, dans le monde du divertissement, Woody Allen a mis en avant ses doutes sur la religion.